# Agelacida
Agelacida là một chi bọ cánh cứng trong họ Chrysomelidae.
Chi này được Jacoby miêu tả khoa học năm 1898.

## Các loài
Chi này gồm các loài:
- Agelacida marginata Jacoby, 1898